# Mayfair Manufacturing Company
Mayfair Manufacturing Company war ein US-amerikanischer Hersteller von Automobilen.

## Unternehmensgeschichte
W. S. Carruthers, M. K. Coates und Frank L. Hamilton gründeten 1925 das Unternehmen. Jesse J. Billington war ebenfalls beteiligt. Der Sitz war in Boston in Massachusetts und das Werk im Bostoner Stadtteil Jamaica Plain. Sie begannen mit der Produktion von Automobilen. Der Markenname lautete Mayfair. Pläne beliefen sich auf 3000 Fahrzeuge jährlich. Im gleichen Jahr endete die Produktion. Insgesamt entstanden etwa zehn Fahrzeuge.

## Fahrzeuge
Die Basis der Fahrzeuge bildete ein Fahrgestell vom Ford Modell T mit 254 cm Radstand. Der originale Vierzylindermotor mit 20 PS Leistung wurde beibehalten. Wesentlicher technischer Unterschied war eine Scheibenkupplung und ein gewöhnliches Dreiganggetriebe. Der Kühlergrill wurde getauscht. Der Benzintank befand sich im Heck. Die Fahrzeuge waren 14 cm niedriger gebaut. Einziger Aufbau war eine Limousine mit drei Türen. Eine Abbildung zeigt zwei Türen auf der rechten Seite. Dahinter befand sich ein ovales Fenster.
Der Neupreis betrug 485 US-Dollar. Zum Vergleich: Ford forderte 100 Dollar mehr für eine neue Limousine.